# KG情報
株式会社KG情報（ケージーじょうほう、英: KG Intelligence Co., Ltd.）は岡山県岡山市に本社を置く情報・サービス提供会社。有料職業紹介事業も行っている。主に中国四国地方の瀬戸内圏を中心に展開し、九州北部、関西圏、関東圏、北海道エリアにも拠点がある。

## 概要
仕事や住まいなど生活に関わる「情報サービス」を自社で開発・提供している。リアル対面のサポートやオウンドメディアを通じたサービスの提供、紙媒体等、多種多様な商品・サービスを展開。

## 沿革
- 1980年（昭和55年）1月 - 有限会社マスダ出版として香川県高松市亀岡町1番31号に設立。
- 1984年（昭和59年）2月 - 有限会社ベルクに社名変更。
- 1993年（平成5年）3月 - 株式会社ケージー情報出版に社名変更。本社機能を岡山市へ移転し組織変更。
- 2003年（平成15年）4月 - 現在の社名に変更。
- 2004年（平成16年）12月 - ジャスダックに上場。
- 2005年（平成17年）10月 - 株式交換により株式会社ディー・ウォーク・クリエイションを完全子会社化。住宅相談カウンター（現 優良工務店・建築家紹介サービス「家づくり学校」）開校。
- 2010年（平成22年） - 賃貸物件情報サイト「賃貸スタイル」開設。
- 2014年（平成26年） - 人材紹介カウンター「WORKカフェ」（現「しごと計画学校」）開設。
- 2018年（平成30年） - ミャンマーにKG MYANMAR COMPANY LIMITEDを設立。株式会社アピールコムを完全子会社化。
- 2022年（令和4年） - 東京証券取引所スタンダード市場へ移行。
- 2024年（令和6年） - 「家づくり学校」オンライン相談専門校開始。スポットワークマッチングアプリ「ARPA LINK」開始。外国人介護人材育成プログラム 「NEDUKU」介護開始。

## 事業所
管理本部
〒700-0952 岡山県岡山市北区平田170番地108

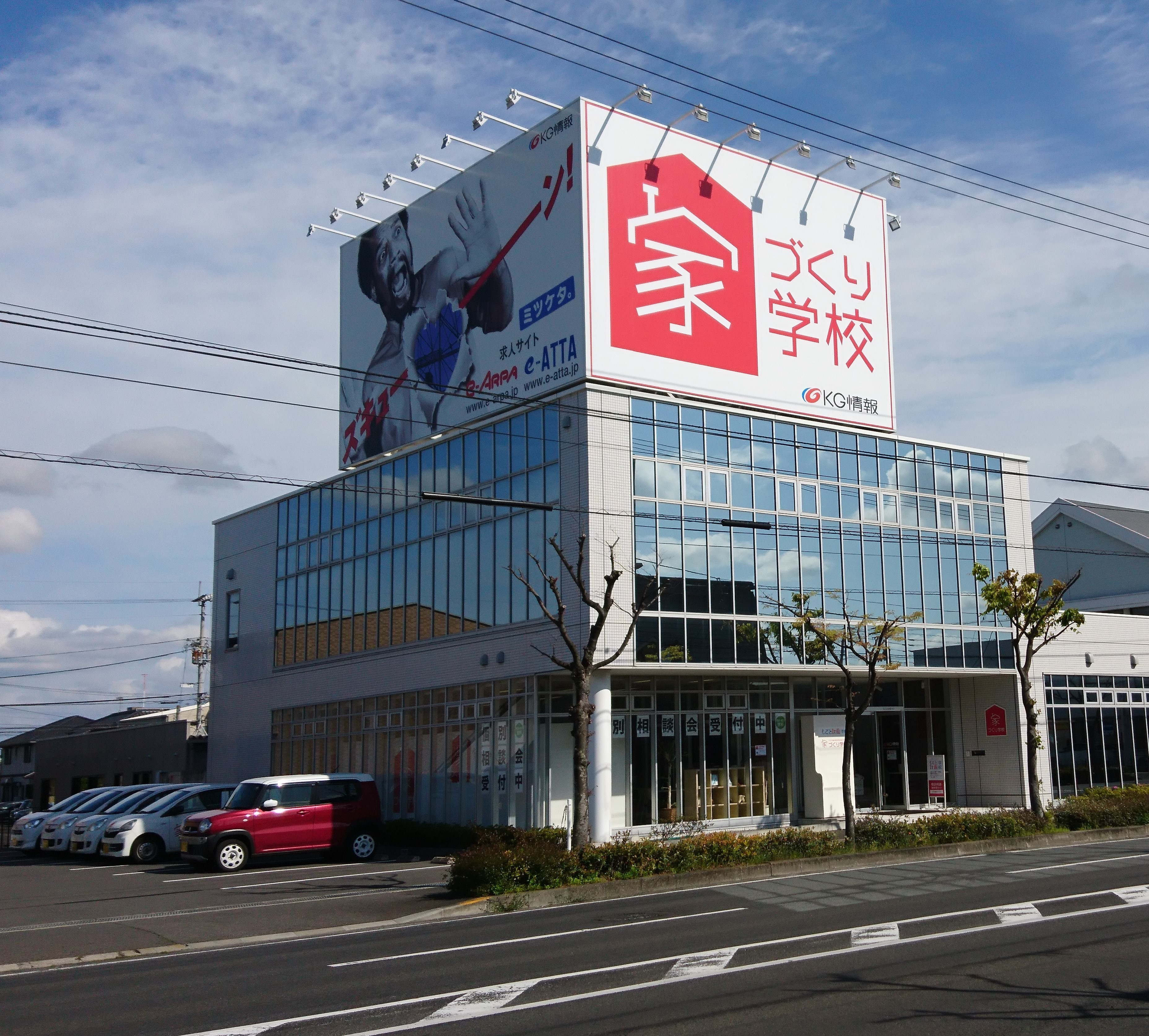
高松支社
〒760-0078 香川県高松市今里町二丁目11番地17
松山支社
〒790-0808 愛媛県松山市若草町2番地12
徳島支社
〒770-0841 徳島県徳島市八百屋町3番地26 大同生命徳島ビル5階
高知支社
〒780-0053 高知県高知市駅前町5番5号 大同生命高知ビル7階
岡山支社
〒700-0952 岡山県岡山市北区平田170番地108
広島支社
〒730-0031 広島県広島市中区紙屋町1-3-2（銀泉広島ビル8F）
大分支社
〒870-0034 大分県大分市都町一丁目3番22号 大分都町ビル7階
札幌支社
〒060-0001 北海道札幌市中央区北1条西1丁目6(さっぽろ創世スクエア21F)
生産本部
〒709-2124 岡山県岡山市北区御津高津120番地42

## 発行誌
- 「アルパ」 「オリコミアルパ」- 求人情報誌
- 「レジャーフィッシング」「波止ガイド」 - 釣り情報誌
- 「ドライブお遍路」「お遍路の宿ガイド」 - レジャー情報誌
- 「〇〇での家づくり」「名作住宅」「暮らすびと」-住宅情報誌

## その他
- 「家づくり学校」では相談料無料で専任のアドバイザーが対面式の接客を通じて情報提供をするエージェント事業にも力を入れている。